# بخش امامزاده
بخش امامزاده یکی از بخش‌های تابع شهرستان نطنز در استان اصفهان ایران است.

## تقسیمات کشوری
بخش امامزاده
- دهستان امامزاده آقاعلی عباس
- دهستان خالدآباد

شهرها: بادرود، خالدآباد

## جمعیت
براساس سرشماری عمومی نفوس و مسکن در سال ۱۳۹۵، جمعیت بخش امامزاده برابر با ۲۳٬۷۴۵ نفر بوده‌است.